# Gaertnera brevipedicellata
Gaertnera brevipedicellata är en måreväxtart som beskrevs av Simon T. Malcomber och Aaron Paul Davis. Gaertnera brevipedicellata ingår i släktet Gaertnera och familjen måreväxter. Inga underarter finns listade i Catalogue of Life.